# Grzegorz Michałowicz
Grzegorz Michałowicz herbu Lis OSBM (zm. 13 kwietnia 1632) – duchowny unicki, bazylianin. Mianowany w 1624 koadiutorem eparchii pińsko- turowskiej i tytularnym biskupem turowskim.  W 1626 przejął biskupstwo pińsko-turowskie po śmierci biskupa Sachowskiego.